# Юшевичский сельсовет
Юшевичский сельсовет — упразднённая административно-территориальная единица на территории Несвижского района Минской области Республики Беларусь. Административный центр — агрогородок Юшевичи.

## История
28 июня 2013 года упразднён Юшевичский сельсовет, населённые пункты включены в состав Сейловичского сельсовета.

## Состав
Юшевичский сельсовет включает 6 населённых пунктов:
- Бузуны — деревня.
- Бучные — деревня.
- Затурья — деревня.
- Раковичи — деревня.
- Цегельня — деревня.
- Юшевичи — агрогородок.